# Casimir Wang Milu
Pour les articles homonymes, voir Wang et Wang (patronyme).
Casimir Wang Milu, né le 24 janvier 1943 à Daxiangshan (xian de Gangu, Gansu) et mort le 14 février 2017 à Lanzhou, est un prélat catholique et dissident chinois. Membre de la branche dite « clandestine » de l'Église de Chine, il exerce la charge d'évêque de Tianshui de 1981 à 2003. Au cours de sa vie, il fut emprisonné pendant plus de treize ans en raison de sa foi chrétienne et de sa fidélité au pape.

## Biographie

### Une consécration clandestine
Dès 1956, alors qu'il n'est âgé que de 13 ans, il entre au petit séminaire de Tianshui. Il est suivi par ses deux frères Wang Ruohan et Jean Wang Ruowang, qui devient plus tard évêque de Tianshui. Sa sœur Tianxing devient elle aussi religieuse. 
Mais en 1957, est fondée l'Association patriotique des catholiques chinois et la révolution culturelle est lancée en 1966. Le jeune Casimir Wang ne peut alors terminer sa formation et est envoyé en prison jusqu'en 1969.
En décembre 1979, il est à nouveau arrêté et condamné pour « crimes contre-révolutionnaires ». Il est toutefois libéré assez rapidement, sous l'influence de la politique de Deng Xiaoping. Il rencontre ensuite Mgr Joseph Fan Xueyan, évêque de Baoding, qui sort lui aussi de prison. Mgr Fan l'ordonne prêtre en secret en juillet 1980, puis le consacre évêque le 28 janvier 1981 pour le diocèse de Tianshui, officiellement dirigé par un prélat soumis au régime, Mgr Augustin Zhao Jingnong. 

### Un épiscopat difficile
À peine quadragénaire, il entreprend une tournée à travers la Chine, au cours de laquelle il ordonne à son tour de nombreux prêtres et plusieurs évêques, avant d'être arrêté à Pékin au début de l'année 1984, en raison de sa fidélité au pape. En effet, il est accusé d'avoir « reconnu un pouvoir extérieur, ennemi de la République populaire, et d’avoir cherché à être reconnu de lui », au mépris de la Constitution chinoise, qui interdit de « soumettre les questions religieuses au contrôle de puissances étrangères ». 
Condamné à dix ans de prison, il en sort finalement le 14 avril 1993, tout en restant en liberté conditionnelle et sous surveillance policière. Il remplit alors ses fonctions épiscopales avec zèle et participe, dans les années 1980 et 1990, à la reconstruction de l'Église catholique chinoise. En 2003, le Saint-Siège lui demande de se retirer de toute fonction de gouvernement en raison de sa santé mentale défaillante.
Il meurt le 14 février 2017, à l'âge de 74 ans. Ses funérailles sont célébrées à proximité de son village natal, en présence d'une foule de plusieurs milliers de fidèles, de dizaines de prêtres et de plusieurs évêques dits « clandestins ». La police, bien que présente, n'a pas empêché le déroulement de la cérémonie. Deux semaines plus tard, le Saint-Siège lui rend hommage dans une notice intitulée « Deuil dans l’épiscopat ».